# Настоящие дрозды
Настоящие дрозды́, или дрозды́ (лат. Turdus), — род воробьиных птиц из семейства дроздовых (Turdidae). Длина тела 20—25 см. По земле передвигаются прыжками, приседая при этом.

## Этимология
Название дрозда звукоподражательное и зафиксировано в индоевропейских языках Европы: лат. turdus, ср.-ирл. truit, druit (скворец), др.исл. prostr (дрозд), древневерхненемецкий droscala (нем. Drossel), др.англ. ðrysce (англ. thrush). прус. tresde, лит. strãzdas, латыш. strazds (дрозд), рус. дрозд.
Восходит к праиндоевропейскому *trozdos, подверглось в славянских языках ассимиляции: drozdъ, от которого в числе прочего произошли: русск. дрозд, укр. дрíзд (род. п. дрозда́), ср.-болг. дрозгъ, болг. дрозд, сербохорв. дро̏зд, дро̀зда, словенск. drȏzg, чешск., словацк. drozd, польск. drozd, в.-луж. drózn, н.-луж. drozn.

## Описание
Распространены в Европе, Азии и Америке; завезены в Новую Зеландию. На зиму северные виды улетают на юг, собираясь большими стаями.
Гнездятся поодиночке или небольшими колониями на деревьях, кустах или на земле; гнёзда массивные, часто с землёй или глиной в стенках. За лето дают 1—2 кладки, в каждой от 3 до 7 яиц.
Питаются насекомыми, пауками, червями, моллюсками, ягодами, часто кормятся на земле. У некоторых видов черви могут составлять более половины рациона.
В России наиболее обычны: белобровик (Turdus iliacus), деряба (Turdus viscivorus), рябинник (Turdus pilaris) и др.
Чёрный (Turdus merula) и певчий (Turdus philomelos) дрозды  — прекрасные певцы.

## Виды
В состав рода включают 104 вида:
Отмеченные (*) виды встречаются в России.
- Turdus abyssinicus — эфиопский дрозд
- Turdus albicollis — белошейный дрозд
- Turdus albocinctus — белоошейниковый дрозд
- Turdus amaurochalinus — кремовобрюхий дрозд
- Turdus arthuri
- Turdus assimilis
- Turdus atrogularis — Чернозобый дрозд, или темнозобый дрозд*
- Turdus aurantius — ямайский дрозд
- Turdus bewsheri — коморский дрозд
- Turdus bougainvillei
- Turdus boulboul — серокрылый дрозд
- Turdus camaronensis — камерунский дрозд
- Turdus cardis* — белобрюхий дрозд
- Turdus celaenops — островной дрозд
- Turdus chiguanco
- Turdus chrysolaus — золотистый дрозд, или японский дрозд*
- Turdus daguae
- Turdus deningeri
- Turdus dissimilis — черногрудый дрозд
- Turdus eremita
- Turdus erythropleurus
- Turdus eunomus* — бурый дрозд
- Turdus falcklandii — магелланов дрозд
- Turdus feae — буроголовый дрозд
- Turdus flavipes
- Turdus fulviventris — желтобрюхий дрозд
- Turdus fumigatus — гренадский дрозд
- Turdus fuscater — большой дрозд
- Turdus grayi — дрозд Грея
- Turdus gurneyi — оранжевый дрозд
- Turdus haplohrous — однотонный буроватый дрозд
- Turdus hauxwelli
- Turdus helleri
- Turdus heinrothi
- Turdus hortulorum* — сизый дрозд
- Turdus ignobilis — черноклювый дрозд
- Turdus iliacus* — белобровик
- Turdus infuscatus
- Turdus jamaicensis — белоглазый дрозд
- Turdus javanicus
- Turdus kessleri — рододендровый дрозд
- Turdus kulambangrae
- Turdus lawrencii — коричневый дрозд
- Turdus leucomelas — бледногрудый дрозд
- Turdus leucops
- Turdus lherminieri
- Turdus libonyana — красноклювый дрозд
- Turdus litsipsirupa — дрозд-землекоп
- Turdus ludoviciae
- Turdus maculirostris
- Turdus mandarinus
- Turdus maranonicus — перуанский дрозд
- Turdus maximus
- Turdus menachensis — йеменский дрозд
- Turdus merula* — чёрный дрозд
- Turdus migratorius — странствующий дрозд
- Turdus mindorensis
- Turdus mupinensis — китайский дрозд
- Turdus murinus
- Turdus naumanni* — дрозд Науманна, или рыжий дрозд
- Turdus nigrescens — мрачный дрозд
- Turdus nigriceps — траурный дрозд
- Turdus nigrorum
- Turdus niveiceps
- Turdus nudigenis — гологлазый дрозд
- Turdus oberlaenderi — дрозд Оберлендера
- Turdus obscurus* — оливковый дрозд
- Turdus obsoletus — бледнобрюхий дрозд
- Turdus olivaceofuscus — оливково-серый дрозд
- Turdus olivaceos — капский дрозд
- Turdus olivater — капюшонный дрозд
- Turdus pallidus* — бледный дрозд
- Turdus papuensis
- Turdus pelios — западноафриканский дрозд
- Turdus philomelos* — певчий дрозд
- Turdus piaggiae — голосистый дрозд
- Turdus pilaris* — рябинник, или дрозд-рябинник
- Turdus plebejus — дрозд Кабаниса
- Turdus plumbeus — красноногий дрозд
- Turdus poliocephalus — горный, или изменчивый, дрозд
- Turdus princei — ганский дрозд
- Turdus pritzbueri
- Turdus ravidus — красноглазый, или камерунский, дрозд
- Turdus reevei — мышиный дрозд
- Turdus roehli
- Turdus rubrocanus — каштановый дрозд
- Turdus ruficeps
- Turdus ruficollis* — краснозобый дрозд
- Turdus rufitorques — красношейный дрозд
- Turdus rufiventris — рыжебрюхий дрозд
- Turdus rufopalliatus — рыжеспинный дрозд
- Turdus samoensis
- Turdus sanchezorum
- Turdus schlegelii
- Turdus serranus — блестящий дрозд
- Turdus simensis
- Turdus simillimus
- Turdus smithi
- Turdus subalaris
- Turdus swalesi — гаитийский дрозд
- Turdus tephronotus — очковый дрозд
- Turdus thomassoni
- Turdus torquatus* — белозобый дрозд
- Turdus turdoides
- Turdus unicolor — одноцветный дрозд
- Turdus vanikorensis
- Turdus viscivorus* — деряба, или дрозд-деряба
- Turdus xanthopus
- Turdus xanthorhynchus